# Tachardiella mexicana
Tachardiella mexicana är en insektsart som först beskrevs av Comstock 1882.  Tachardiella mexicana ingår i släktet Tachardiella och familjen Kerriidae. Inga underarter finns listade i Catalogue of Life.